# Vadóc
Vadóc, eredeti nevén Anna Marie egy kitalált szereplő, szuperhős a Marvel Comics képregényeiben. A szereplőt Chris Claremont író Michael Golden rajzoló alkotta meg. Első megjelenése az Avengers Annual 10. számában volt 1981 augusztusában.
Számos mutánstól eltérően Rogue (Csavargó) vagy Vadóc az erejét nem áldásnak, hanem átoknak éli meg. Elszívja mások emlékeit, pszichikai és fizikai erejüket, és ha rendelkezik az alany különleges „szuperképességekkel”, azokat is a magáévá teszi időlegesen, ha a saját csupasz bőrfelülete a másik bőrével érintkezik. Míg a hatás tart, áldozata eszméletlen.
Ez lehetetlenné tette a fizikai kontaktust számára másokkal, míg nem találkozott hosszú idő múlva Gambittel.

## Története
Vadóc irányíthatatlan ereje akkor jelentkezett, mikor életében először csókolózott egy Freddie (?) nevű fiúval. Megrémült a történtektől (a fiú elájult), és mert nem tudta elhessegetni a fejébe került idegen tudatot, elmenekült. 
Mystique (Rejtély), a Gonosz Mutánsok Testvériségének (Brotherhood of Evil Mutants) vezetője fogadta magához, ő és barátnője, vak Destiny (Sors) lányukként bánt vele. Mystique, miután a lány mutáns ereje teljesen kifejlődött, felhasználta Vadócot terrorista akcióikban. Vadóc nem meggyőződéséből tartott velük, inkább „anyja” iránti szeretetből.
Ilyen indíttatású tette volt, mikor megtámadta az akkor már híres szuperhősnőt, Ms. Marvelt, polgári nevén Carol Danverst a Golden Gate hídon.
Vadóc magába szívta Carol erejét, de ez alkalommal mégsem úgy sikerült minden, mint szokott, valószínűleg, mert Ms. Marvel ereje Kree eredetű volt. Az átvitel nem bizonyult ideiglenesnek, hanem állandóvá vált.
Carol elméje kiürült és minden, ami a lényét jelentette (érzelmek, amik a családjához, barátaihoz fűzték), átkerült Vadóc pszichéjébe, így vált idegenné saját életében.
Vadócon időszakos őrület lett úrrá és lehajította a szuperhősnőt a hídról.
Vadóc új képességeit (szupererő, a repülés adottsága és sebezhetetlenség) a Testvériség szolgálatában használta.
Összecsapott többek között Amerika Kapitánnyal (Captain America), Rommal és Káprázattal (Dazzler).

## X-Men
Minél többet használta az erejét, annál inkább megtelt a feje azok pszichés lenyomataival, visszhangjaival, akik az áldozatává váltak. Mindamellett Carol Danvers pszichéje sem simult bele a sajátjába, hanem külön részt képezett, ami számos alkalommal más döntéseket hozott, mint Vadóc maga. Ez a tudathasadásos állapot vezetett el Charles Xavier professzorhoz (X professzor), az X-Men alapítójához (X-Men 171-ik rész).
A professzor maga sem tudott segíteni a lányon, de helyet kínált neki a csapatban, ahol hosszú és kemény hónapok múlva (egy csapattag, Rozsomák, vagyis Wolverine, Carol Danvers jó barátja volt korábban) sikerült beilleszkednie.

## Vadóc neve
Vadóc egyike azon kevés képregényhősöknek, akik valódi neve sosem lett bizonyosan ismert.
A filmekben (X-Men, X2: X-Men United) Vadóc valódi neve Marie d'Ancanto.
Mikor Vadóc és Gambit együtt egy szigetre kerülnek, ahol mindketten elveszítik szuperképességüket egy harcban – melyben a lány megmenti Gambit életét –, elhagyják az X-Men-t, és Vadóc választott neve Anna Raven lesz.